# Campionato mondiale di scherma 1986
Il Campionato mondiale di scherma del 1986 si è svolto a Sofia in Bulgaria. Le competizioni sono iniziate il 25 luglio e sono terminate il 3 agosto 1986.
Sono stati assegnati 2 titoli femminili e 6 titoli maschili:
- femminile
  - fioretto individuale
  - fioretto a squadre
- maschile
  - fioretto individuale
  - fioretto a squadre
  - sciabola individuale
  - sciabola a squadre
  - spada individuale
  - spada a squadre

## Risultati

### Uomini
| Evento                          | Oro                                                                                                  | Argento                                                                                        | Bronzo                                                                                      |
| Spada                           | |                                                                                                |                                                                                             |
| Spada individuale (dettagli)    | Philippe Riboud                                                                                      | Miklós Bodoczy                                                                                 | Olivier Lenglet                                                                             |
| Spada a squadre (dettagli)      | Germania Ovest Alexander Pusch Elmar Borrmann Volker Fischer Arnd Schmitt                            | Unione Sovietica Serhij Kravčuk Andrej Šuvalov Aleksandr Možaev Michail Tiško                  | Italia Sandro Cuomo Stefano Bellone Angelo Mazzoni Maurizio Randazzo                        |
| Fioretto                        | |                                                                                                |                                                                                             |
| Fioretto individuale (dettagli) | Andrea Borella                                                                                       | Tulio Díaz                                                                                     | Mauro Numa                                                                                  |
| Fioretto a squadre (dettagli)   | Italia Mauro Numa Andrea Cipressa Andrea Borella Federico Cervi Angelo Scuri                         | Germania Ovest Harald Hein Matthias Behr Thorsten Weidner Ulrich Schreck                       | Germania Est Jens Howe Ingo Weißenborn Udo Wagner Adrian Germanus Aris Enkelmann            |
| Sciabola                        | |                                                                                                |                                                                                             |
| Sciabola individuale (dettagli) | Sergej Mindirgasov                                                                                   | Imre Bujdosó                                                                                   | Jean-François Lamour                                                                        |
| Sciabola a squadre (dettagli)   | Unione Sovietica Andrej Alšan Heorhij Pohosov Sergej Mindirgasov Viktor Krovopuskov Sergej Korjaškin | Polonia Janusz Olech Robert Kościelniakowski Andrzej Kostrzewa Jarosław Koniusz Tadeusz Piguła | Bulgaria Hristo Etropolski Vasil Etropolski Georgi Čomakov Marin Ivanov Nikolaj Marinčevski |

### Donne
| Evento                          | Oro                                                                               | Argento                                                                     | Bronzo                                                                                        |
| Fioretto                        |                                                                                   |                                                                             |                                                                                               |
| Fioretto individuale (dettagli) | Anja Fichtel                                                                      | Sabine Bau                                                                  | Ol'ga Voščakina                                                                               |
| Fioretto a squadre (dettagli)   | Unione Sovietica Valentina Sidorova Ol'ga Veličko Ol'ga Voščakina Marina Soboleva | Italia Margherita Zalaffi Annapia Gandolfi Giovanna Trillini Lucia Traversa | Germania Ovest Sabine Bau Anja Fichtel Sabine Bischoff Christiane Weber Zita-Eva Funkenhauser |

## Medagliere
| Posizione | Nazione          |   |   |   | Totale |
| --------- | ---------------- | - | - | - | ------ |
| 1         | Unione Sovietica | 3 | 1 | 1 | 5      |
| 2         | Germania Ovest   | 2 | 2 | 1 | 5      |
| 3         | Italia           | 2 | 1 | 2 | 5      |
| 4         | Francia          | 1 | 0 | 2 | 3      |
| 5         | Ungheria         | 0 | 1 | 0 | 1      |
| 5         | Polonia          | 0 | 1 | 0 | 1      |
| 5         | Cuba             | 0 | 1 | 0 | 1      |
| 5         | Romania          | 0 | 1 | 0 | 1      |
| 9         | Bulgaria         | 0 | 0 | 1 | 1      |
| 9         | Germania Est     | 0 | 0 | 1 | 1      |
| Totale    | Totale           | 8 | 8 | 8 | 24     |